# Lijst van Tweede Kamerleden voor de Vrij-Antirevolutionaire Partij
Een overzicht van alle voormalige Tweede Kamerleden voor de Vrij-Antirevolutionaire Partij (VAR).
| Tweede Kamerlid                   | Begindatum        | Einddatum         |
| --------------------------------- | ----------------- | ----------------- |
| G.J.Th. Beelaerts van Blokland    | 22 mei 1894       | 13 maart 1897     |
| W.K.F.P. van Bylandt              | 16 mei 1894       | 18 september 1905 |
| A. van Dedem                      | 16 mei 1894       | 18 september 1905 |
| J.W.H.M. van Idsinga              | 17 september 1901 | 18 september 1905 |
| O.J.H. van Limburg Stirum         | 16 mei 1894       | 18 september 1905 |
| Th.Ph. Mackay                     | 16 mei 1894       | 31 december 1896  |
| J.H.J. Quarles van Ufford         | 16 februari 1897  | 20 september 1897 |
| A.F. de Savornin Lohman           | 16 mei 1894       | 18 september 1905 |
| F.D. Schimmelpenninck             | 16 mei 1894       | 16 september 1901 |
| R. van Veen                       | 17 september 1901 | 18 september 1905 |
| O.J.E. van Wassenaer van Catwijck | 17 september 1901 | 18 september 1905 |